# Clementina Maude, Viscountess Hawarden

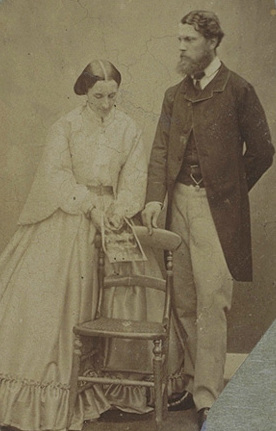
Die Viscountess Hawarden mit dem schottischen Politiker Donald Cameron of Lochiel, 1861

Clementina Maude, Viscountess Hawarden (* 1. Juni 1822 in Schloss Cumbernauld bei Glasgow als Clementina Elphinstone-Fleeming; † 19. Januar 1865 in South Kensington, London), war eine Pionierin der Fotografie des Viktorianischen Zeitalters.

## Leben
Sie war eine der fünf Töchter von Royal-Navy-Admiral Charles Elphinstone-Fleeming (1774–1840) und Doña Catalina Paulina Alessandro (1800–1880) aus Cádiz, die 26 Jahre jünger war als ihr Ehemann. Sie wurde standesgemäß erzogen und verbrachte einen Teil ihrer Kindheit in Rom. Ihre Bildung umfasste unter anderem auch Literatur und Kunstgeschichte.
Hawarden heiratete 1845 den konservativen Politiker Hon. Cornwallis Maude (1817–1905), der 1857 den Titel 4. Viscount Hawarden erbte und 1886 zum 1. Earl de Montalt erhoben wurde. Das Paar hatte acht Töchter und zwei Söhne. Von den zehn Kindern erreichten acht das Erwachsenenalter. Der Sohn Cornwallis Maude, Hauptmann bei den Grenadier Guards, fiel in der Schlacht am Majuba Hill in Südafrika im Jahre 1881.
Die ersten 12 Jahre ihrer Ehe lebten die Maudes bescheiden in London. Als Cornwallis Vater im Jahr 1857 starb, änderte sich dies. Das große Erbe ihres Schwiegervaters verschaffte Clementina Maude den Wohlstand und damit die nötige Muße, sich der Fotografie zuzuwenden. In Irland erlernte sie die fotografische Technik. Lady Hawardens frühe Werke zeigen hauptsächlich stereotype Landschaftsbilder mit wenig Personal, die um ihren damaligen, irischen Landsitz herum entstanden. 1859 zogen die Hawardens nach London in ein neu erbautes Haus im Stadtteil South Kensington an den Princes Gardens. Zu dieser Zeit wurden in South Kensington viele neue Residenzen erbaut, es war zudem ein Zentrum für Ausstellungen und Institutionen und ein Schmelztiegel für Wissenschaft und Kunst. Hawardens, mit fast 800 Aufnahmen sehr umfangreiches, Hauptwerk entstand ab dieser Zeit, nach dem Umzug der Familie nach London.
Zwei Mal stellte sie auf der Jahresausstellung der Royal Photographic Society in London aus und wurde beide Male mit der Silbermedaille geehrt. 1977 wurde ihr Werk auf der documenta 6 ausgestellt. Der Schriftsteller Lewis Carroll (1832–1898), der Maler und Fotograf Oscar Gustave Rejlander (1813–1875) und die Fotografin Julia Margaret Cameron (1815–1879) verehrten sie. Die Fotografin Cindy Sherman (* 1954) nennt Lady Hawarden als eines ihrer Vorbilder.
Hawarden starb am 19. Januar 1865 im Alter von 42 Jahren an einer Lungenentzündung.
Neunzig Prozent des Gesamtwerks von Hawarden befinden sich heute im Victoria and Albert Museum in London, das sich im selben Viertel wie Hawardens damaliges Stadthaus befindet. 1939 hatte Hawardens Enkelin die Werke ihrer Großmutter an das Museum gespendet.

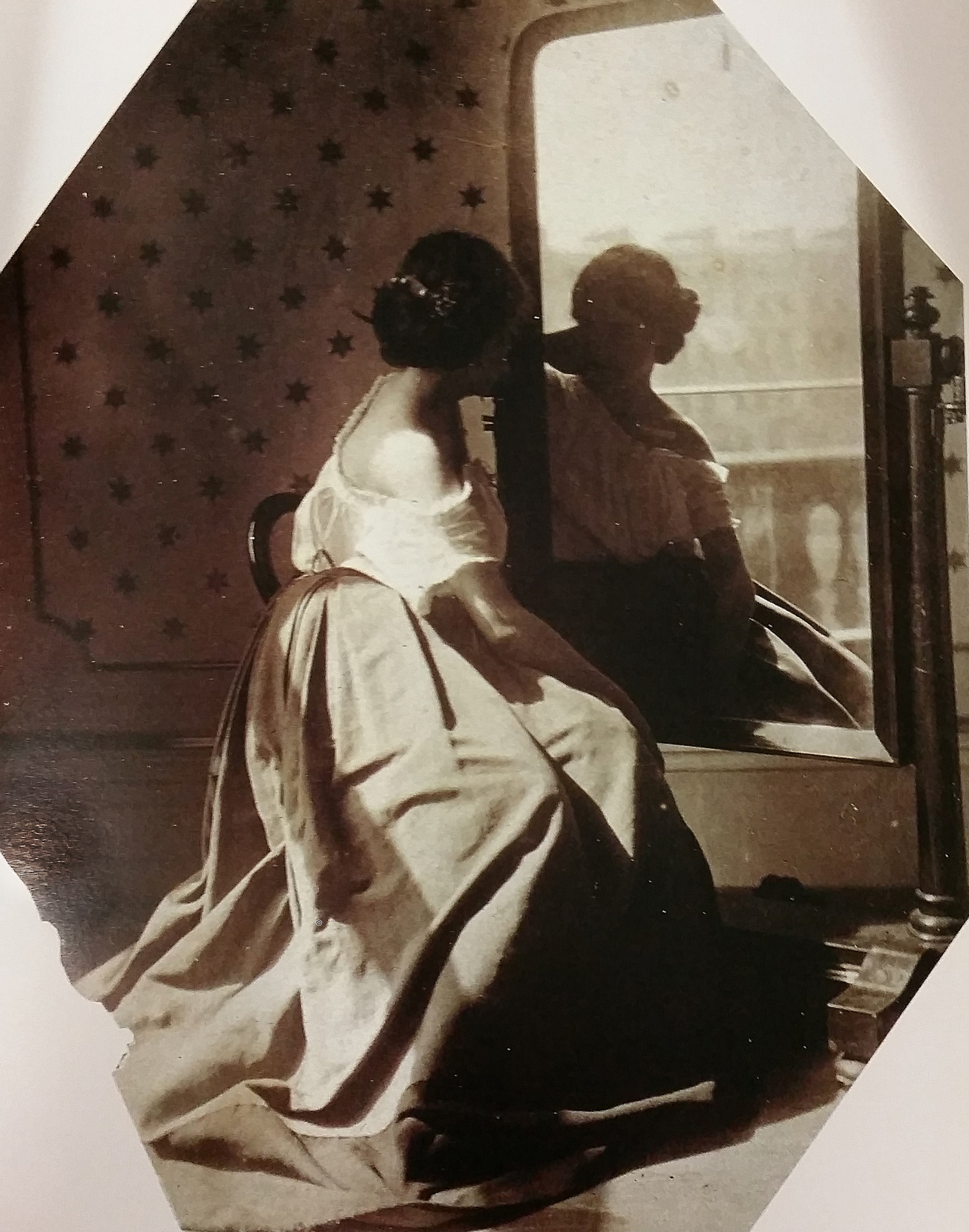
Ca. 1860, collodion, sepia, woman in front of mirror

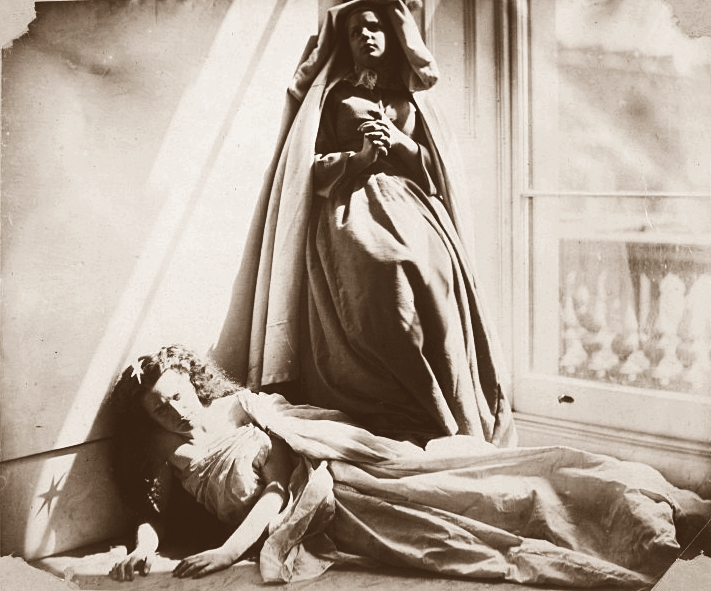
Ca. 1860, collodion, sepia, woman dressed as a nun (?) stands next to a woman dressed as a pagan goddess (?)

## Werk
Sie gab ihren Fotos den Titel Studien. Anfangs fotografierte sie stereotype Landschaften in Irland, später begann sie mit Portraits ihrer Töchter. So entstanden Serien von Szenen aus der Oberschicht des Viktorianischen Zeitalters.
Im Laufe der Zeit wurden die Arrangements und Kompositionen hinsichtlich der Haltung der Modelle, der Kleidung, der eingesetzten Spiegel und der Raumausstattung immer ausgefeilter. Die Kleidung wurde zur Verkleidung. Hawarden arbeitete mit dem vorhandenen Licht (Available Light). Typisch für ihre Fotos sind hohe Kontraste zwischen den hellen und dunklen Bildbereichen. Die  Stimmung ihrer Fotografien ist romantisch.
Clementina Hawarden kann als eine Art Übergangsfigur des 19. Jahrhunderts zwischen den ersten, aristokratischen  Amateurfotografen der vierziger Jahre und den professionellen Kunstfotografen der sechziger Jahre gesehen werden.
Ihr Einsatz von Licht, Schatten, Verkleidungen und Requisiten bescheinigen Hawarden tiefergehende Kenntnisse sowohl in der fotografischen Technik als auch in der Kunstgeschichte, derer sie sich bei ihren Werken bediente. Die Mehrdeutigkeit ihrer Bilder, ihre scheinbare Narrative und der Einsatz von symbolträchtigen Gegenständen wie dem Spiegel oder dem Fenster lassen viel offenen Raum für Interpretationen. Dennoch thematisiert sie ohne Zweifel kontroverse Themen wie ihre heranwachsenden Töchter, deren Pubertät, Weiblichkeit und Erotik sowie ihre Rolle als Frau im viktorianischen Kontrast zwischen Innen- und Außenwelt.
Ihr Werk war beeinflusst von der Porträt- und Genremalerei, sollte jedoch unbedingt davon abgehoben werden. Hawarden wollte die Realität – ihre Töchter – gewiss auch dokumentieren, aber gleichzeitig die Möglichkeiten der neuen Kunst des Lichtbilds unkonventionell ausloten, was ihr späteres Werk fast schon wie experimentelle Fotografie anmuten lässt.
So offenbart sich Lady Hawarden als zweifache Pionierin. Auf der einen Seite steht sie in der Tradition der britischen Kunst, in der Tradition einer romantischen Auffassung der Welt im sich stetig wandelnden 19. Jahrhundert, dem starren Viktorianischen Zeitalter und der Epoche der wechselhaften Industriellen Revolution. Sie war eine Vorkämpferin für die noch junge Technik des Lichtbildes, die sich in der Mitte des Jahrhunderts als anerkanntes künstlerisches Ausdrucksmittel zu etablieren versuchte. Auf der anderen Seite war sie eine Frau, eine viktorianische Dame, gebunden an Heim und Kinder. Ihre Werke waren Familienfotografien, gedacht für ein häusliches Album, so wie es zahllose bürgerliche Familien pflegten.
Zudem ebnete sie den Weg für zukünftige Fotografen. Zusammenfassend mag es wohl einige Vergleiche, Bezugspunkte und Parallelen zwischen Hawarden und zeitgenössischen Fotografen, wie Julia Margaret Cameron, und späteren Fotografen, wie zum Beispiel Cindy Sherman und Sally Mann, geben. Allerdings gibt es neben Ähnlichkeiten in der Darstellung und Hawardens Status als Vorbild in ihrer Funktion als Pionierin der Fotografie vor allem einen Punkt, der sie bis in die heutige Zeit so interessant und attraktiv macht: die Darstellung der Pubertät und des Heranwachsens, vor allem aber der Weiblichkeit an sich – in ihrer ganz eigenen Sichtweise und im Spiegel der viktorianischen Auffassung des weiblichen Geschlechts. Ihre „studies from life“ waren letztendlich genau das – Studien aus dem Leben. Sie fing das Heranwachsen ihrer Kinder, das Leben an sich, ein und formulierte mittels ihrer künstlerischen Expertise und Aussagekraft zudem eine dem Fotografierten innewohnende Idee, ein Konzept – im Sinne des künstlerischen Begriffs der Studie und der Skizze sowie im Sinne der Strömung des Piktorialismus. Sie fing einen Moment, eine Erfahrung, eine Empfindung des Lebens ein.

## Fotografische Technik
Hawarden arbeitete mit der zwischen 1850 und 1851 erfundenen Technik des nassen Kollodiumverfahrens. Ihr  Negativ war eine Glasplatte, eine Kollodium-Nassplatte. Das  Negativ wurde in der  Dunkelkammer in einer Lösung von Silbernitrat entwickelt, mit der Kollodiumseite auf das Albuminpapier gepresst und mittels Sonnenlicht entwickelt, so dass ein  Positiv entstand. Kollodium-Nassplatten, die heute nur noch in Ausnahmefällen verwendet werden, gab und gibt es nicht vorgefertigt. Sie müssen vom Fotografen selbst hergestellt werden, indem die Glasplatte sorgfältig geputzt und mehrfach mit einem gleichmäßigen Überzug aus einer Lösung von Kollodiumwolle und Iod- und Bromsalzen in Ethanol und Ether versehen wird. Zeitnah muss die fotografische Platte, noch feucht in einer lichtdichten Kassette in die Großformatkamera eingebracht, belichtet und entwickelt werden.
Hawarden starb mit 42 Jahren an einer Lungenentzündung. Es ist möglich, dass die bei dem von ihr verwendeten Verfahren eingesetzten Chemikalien, welche die Schleimhäute angreifen, ihren frühen Tod begünstigt haben.